# Crenuchinae
A Crenuchinae a sugarasúszójú halak (Actinopterygii) osztályába, a pontylazacalakúak (Characiformes) rendjébe a pontylazacfélék (Characidae) családjába tartozó alcsalád.

## Rendszerezés
Az alcsaládba az alábbi 2 nem és 3 faj tartozik:
- Crenuchus – 1 faj
  - Crenuchus spilurus
- Poecilocharax – 2 faj
  - Poecilocharax bovalii
  - Poecilocharax weitzmani